# Coupe de France 1995
Die Coupe de France 1995 war die 4. Austragung der Coupe de France, einer seit der Saison 1992 stattfindenden Serie von französischen Eintagesrennen. Die Fahrerwertung gewann der Franzose Armand de Las Cuevas vom französischen Team Castorama, die Teamwertung gewann die Mannschaft gan.

## Rennen
| Datum         | Rennen                             | Sieger               |
| ------------- | ---------------------------------- | -------------------- |
| 16. Februar   | Classic Haribo                     | Giuseppe Citterio    |
| 18. Februar   | Tour du Haut-Var                   | Marco Lietti         |
| 19. März      | Grand Prix Cholet-Pays de la Loire | Frank Vandenbroucke  |
| 2. April      | Grand Prix de Rennes               | Peter De Clercq      |
| 11. April     | Grand Prix de Denain               | Jo Planckaert        |
| 18. April     | Paris–Camembert                    | Andreï Tchmil        |
| 23. April     | Tour de Vendée                     | Mario De Clercq      |
| 30. April     | Trophée des Grimpeurs              | Armand de Las Cuevas |
| 20. Mai       | A Travers le Morbihan              | Francis Moreau       |
| 3. Juni       | Classique des Alpes                | Ramón González       |
| 27. August    | Grand Prix Ouest France            | Rolf Järmann         |
| 10. September | Grand Prix de Fourmies             | Maximilian Sciandri  |
| 17. September | Grand Prix d’Isbergues             | Frank Corvers        |
| 12. Oktober   | Paris–Bourges                      | Daniele Nardello     |

## Fahrerwertung
| Position | Fahrer               | Team          | Punkte |
| -------- | -------------------- | ------------- | ------ |
| 1        | Armand de Las Cuevas | Castorama     | 68     |
| 2        | Richard Virenque     | Festina-Lotus | 67     |
| 3        | Christophe Mengin    | Chazal-König  | 65     |